# NGC 897
NGC 897 è una vasta galassia a spirale situata nella costellazione della Fornace, a una distanza di circa 217 milioni di anni luce dalla nostra Via Lattea.

## Scoperta
La galassia è stata scoperta il 19 ottobre 1835 dall'astronomo britannico John Herschel.

## Descrizione
NGC 897 ha una classe di luminosità I.